# Lernmittelzuschuss
Der Lernmittelzuschuss ist ein pauschaler Zuschuss zur Ausbildungsvergütung, der  in Deutschland Auszubildenden im öffentlichen Dienst des Bundes und der Kommunen für den Erwerb von Lernmitteln gezahlt wird.
Der Anspruch auf den Zuschuss ergibt sich aus § 11 Absatz 3 TVAöD - Besonderer Teil Berufsbildungsgesetz. Im TVAöD - Besonderer Teil Pflege ergibt fehlt hingegen eine solche Regelung. Daraus folgt, dass nur Auszubildende in den Berufen nach dem Berufsbildungsgesetz, nicht hingegen in Pflegeberufen Anspruch auf den Lernmittelzuschuss haben.
Zweck des Lernmittelzuschusses ist es, den Auszubildenden bei dem Erwerb von Lernmitteln, insbesondere solchen, die für den Unterricht der Berufsschule benötigt werden, teilweise zu unterstützen. Solche Lernmittel sind beispielsweise Lehrbücher oder Taschenrechner. Im Unterschied zu Ausbildungsmitteln ist der Ausbildende nicht verpflichtet, diese kostenlos zur Verfügung zu stellen, vielmehr müssen solche Lernmittel vom Auszubildenden selbst beschafft und bezahlt werden. Diese Lücke soll durch den Zuschuss verringert werden.
Der Zuschuss beträgt jährlich 50 Euro brutto und ist zu versteuern. Er soll zusammen mit dem Ausbildungsentgelt des ersten Monats des Ausbildungsjahres, in der Regel also des Monats Augusts ausgezahlt werden, ist jedoch spätestens mit demjenigen des Monats September auszuzahlen. Die Auszahlung erfolgt an alle berechtigten Auszubildenden unabhängig vom tatsächlichen Bedarf an Lernmitteln. Die Verwendung ist nicht nachzuweisen und wird von Seiten des Ausbildenden nicht kontrolliert.
Im Falle einer Verlängerung der Ausbildung wegen einer Wiederholungsprüfung, ist der Lernmittelzuschuss für den Zeitraum der Verlängerung nicht erneut auszuzahlen.
Andere Tarifverträge im öffentlichen Dienst kennen einen solchen Zuschuss nicht.